# Shun Nagasawa
Shun Nagasawa (jap. 長沢 駿 Nagasawa Shun; ur. 25 sierpnia 1988) – japoński piłkarz występujący na pozycji napastnika. Obecnie występuje w Gamba Osaka.

## Kariera klubowa
Od 2007 roku występował w klubach Shimizu S-Pulse, Roasso Kumamoto, Kyoto Sanga FC, Matsumoto Yamaga FC i Gamba Osaka.